# Van Partible
Van Partible, nato Efrem Giovanni Bravo Partible, (Manila, 13 dicembre 1971) è un animatore, regista e sceneggiatore filippino naturalizzato statunitense.
È noto soprattutto per essere il creatore di Johnny Bravo.

## Biografia
Partible è nato a Manila, nelle Filippine, tuttavia si è trasferito con la sua famiglia negli Stati Uniti quando aveva nove mesi. È cresciuto a Salinas, in California, dove ha iniziato a sviluppare una passione per il disegno. Nonostante sia cresciuto copiando opere d'arte da raccolte di vecchi fumetti, è stato solo al college che Partible ha deciso di intraprendere una carriera nell'animazione. Partible ha frequentato la Loyola Marymount University dove ha iniziato a lavorare su un progetto di tesi intitolato Mess O' Blues nel 1993. Inizialmente un film su tre imitatori di Elvis Presley, il breve tempo per produrre il cortometraggio ha portato Partible ad inserirne solo uno.

## Filmografia

### Attore

#### Televisione
- Space Ghost Coast to Coast – serie animata, 1 episodio (1995)
- Scooby-Doo: The Whole World Loves You! – speciale TV (2010)

### Regista
- What a Cartoon! – serie animata, 3 episodi (1995-1997)
- Johnny Bravo – serie animata, 29 episodi (1997-2004)
- Shorty McShorts' Shorts – serie animata, 1 episodio (2006)
- Johnny Bravo va a Bollywood (Johnny Bravo Goes to Bollywood), regia di Van Partible (2011)
- Pete the Cat: A Very Groovy Christmas, regia di Van Partible e Bernie Petterson (2018)
- Pete the Cat – serie animata, 20 episodi (2017-2022)
- Wolfboy e la fabbrica del tutto (Wolfboy and the Everything Factory) – serie animata, 5 episodi (2021-2022)

### Sceneggiatore
- What a Cartoon! – serie animata, 3 episodi (1995-1997)
- Johnny Bravo – serie animata, 13 episodi (1997-2004)
- Shorty McShorts' Shorts – serie animata, 1 episodio (2006)
- Yin Yang Yo! – serie animata, 1 episodio (2008)
- Johnny Bravo va a Bollywood (Johnny Bravo Goes to Bollywood), regia di Van Partible (2011)